# Sacheon
Sacheon là một thành phố Hàn Quốc, thuộc tỉnh Gyeongsangnam-do. Sacheon là nơi đã diễn ra hai trận chiến hải quân trong cuộc chiến tranh 7 ngày.
Thành phố như ngày nay là kết quả từ sự hợp nhất của Sacheon-gun và Samcheonpo-si vào năm 1995. Phần phía bắc của thành phố được gọi là Sacheon-eub và có vị trí ở phía trên của vịnh Sacheon, gần thành phố Jinju. Phần phía nam của thành phố nằm ở cũ Samcheonpo-si, mà nằm ở miệng của vịnh Sacheon.

## Thành phố kết nghĩa
Sacheon kết nghĩa với:
- Uiryeong, Hàn Quốc
- Jeongeup, Hàn Quốc
- Miyoshi, Nhật Bản